# Luiz Alberto de Araújo
Luiz Alberto Cardoso de Araújo (* 27. Juni 1987 in Artur Nogueira) ist ein brasilianischer Leichtathlet, der sich auf den Zehnkampf spezialisiert hat.

## Sportliche Laufbahn
Erste internationale Erfahrungen sammelte Luiz Alberto de Araújo im Jahr 2004, als er bei den Jugendsüdamerikameisterschaften in Guayaquil mit 5966 Punkten die Goldmedaille im Achtkampf gewann. Im Jahr darauf sicherte er sich bei den Juniorensüdamerikameisterschaften in Rosario mit 7267 Punkten die Silbermedaille im Zehnkampf und 2006 belegte er bei den Juniorenweltmeisterschaften in Peking mit 7472 Punkten den sechsten Platz. Anschließend konnte er seinen Wettkampf bei den Südamerikameisterschaften in Tunja nicht beenden und gewann dann bei den U23-Südamerikameisterschaften, die im Zuge der Südamerikaspiele in Buenos Aires stattfanden, mit 7140 Punkten die Silbermedaille hinter seinem Landsmann Carlos Chinin. 2008 gewann er bei den U23-Südamerikameisterschaften in Lima in 14,34 s die Silbermedaille im 110-Meter-Hürdenlauf hinter dem Peruaner Jorge McFarlane und 2010 siegte er mit 7816 Punkten bei den Ibero-Amerikanischen Meisterschaften in San Fernando. 2011 siegte er dann mit neuer Bestleistung von 7944 Punkten bei den Südamerikameisterschaften in Buenos Aires und erreichte anschließend bei den Weltmeisterschaften in Daegu mit 7902 Punkten den 16. Platz. Daraufhin nahm er an den Panamerikanischen Spielen in Guadalajara teil und konnte dort seinen Wettkampf nicht beenden. Im Jahr darauf verteidigte er bei den Ibero-Amerikanischen Meisterschaften in Barquisimeto mit 7772 Punkten seinen Titel im Zehnkampf und qualifizierte sich auch für die Teilnahme an den Olympischen Spielen in London, bei denen er sich mit 7849 Punkten auf Rang 19 klassierte.
2013 konnte er seinen Wettkampf bei den Südamerikameisterschaften in Cartagena nicht beenden und im Jahr darauf siegte er mit 7733 Punkten bei den Südamerikaspielen in Santiago de Chile. 2015 siegte er mit 7799 Punkten erneut bei den Südamerikameisterschaften in Lima und sicherte sich anschließend mit 8179 Punkten die Bronzemedaille bei den Panamerikanischen Spielen in Toronto hinter dem Kanadier Damian Warner und Kurt Felix aus Grenada. Anschließend startete er erneut bei den Weltmeisterschaften in Peking, musste dort aber seinen Wettkampf vorzeitig abbrechen. Im Jahr darauf nahm er erneut an den Olympischen Spielen in Rio de Janeiro teil und wurde dort mit 8315 Punkten Zehnter. 2017 konnte er den Wettkampf bei den Weltmeisterschaften in London erneut nicht beenden und auch bei den Ibero-Amerikanischen Meisterschaften 2018 in Trujillo musste er vorzeitig aufgeben, wie auch bei den Südamerikameisterschaften 2019 in Lima. 
In den Jahren 2006 und 2012 wurde de Araújo brasilianischer Meister im Zehnkampf.

## Persönliche Bestleistungen
- 110 m Hürden: 13,94 s (+1,3 m/s), 28. Juni 2008 in São Paulo
- Zehnkampf: 8315 Punkte, 18. August 2016 in Rio de Janeiro
  - Siebenkampf (Halle): 5916 Punkte, 2. Februar 2013 in Tallinn